# Улица Александра Махова
Улица Александра Махова (до 2022 года — Улица Жолудева) (укр. Вулиця Олександра Махова) — улица в Святошинском районе города Киева, исторически сложившаяся местность Южноборщаговский жилой массив. Пролегает от улицы Симиренко до проспекта Академика Королёва.
Нет примыкающих улиц.

## История
На месте Часовой улицы в 1980-е годы была проложена Новая улица строящегося жилого массива на месте ликвидированной застройки села Никольская Борщаговка. 
3 апреля 1981 года Новая улица была переименована на улицу Жолудева — в честь Героя Советского Союза, участника обороны Киева в 1941 году Виктора Григорьевича Жолудева, согласно Решению исполнительного комитета Киевского городского Совета депутатов трудящихся № 583 «Про наименование новых улиц на жилом массиве Южная Борщаговка» («Про найменування нових вулиць на житловому масиві Південна Борщагівка»). 
В процессе дерусификации городских объектов, 28 октября 2022 года улица получила современное название — в честь украинского военнослужащего и военного журналиста Александра Владимировича Махова.

## Застройка
Улица пролегает в северо-восточном направлении. Парная и непарная стороны улицы заняты многоэтажной жилой застройкой (преимущественно 9-этажные дома). 
Учреждения:
1. дом № 2/1 — отделение связи Укрпочта № 134
2. дом № 3Г — школа № 297